# Enhalus acoroides
Enhalus acoroides är en dybladsväxtart som först beskrevs av Carl von Linné d.y., och fick sitt nu gällande namn av John Forbes Royle. Enhalus acoroides ingår i släktet Enhalus och familjen dybladsväxter. IUCN kategoriserar arten globalt som livskraftig. Inga underarter finns listade.

## Bildgalleri

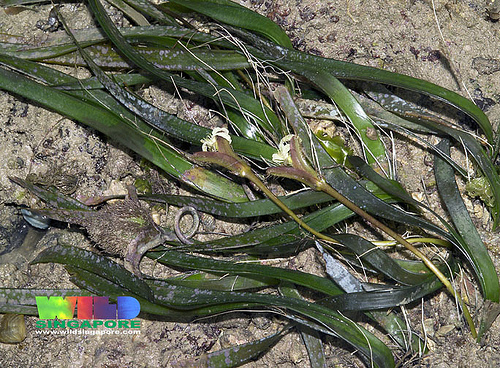
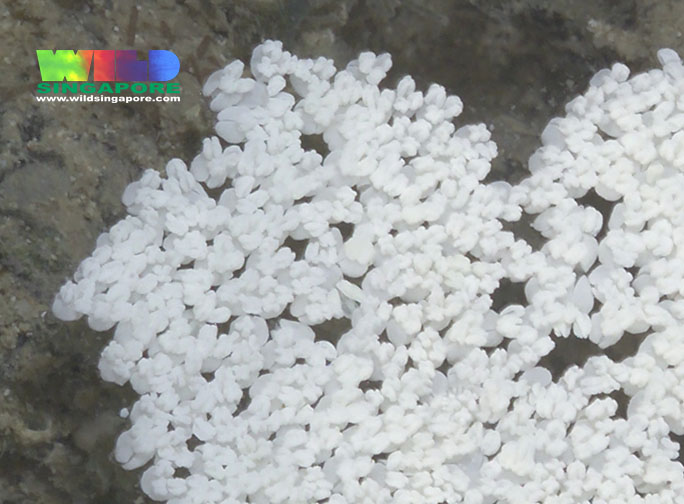
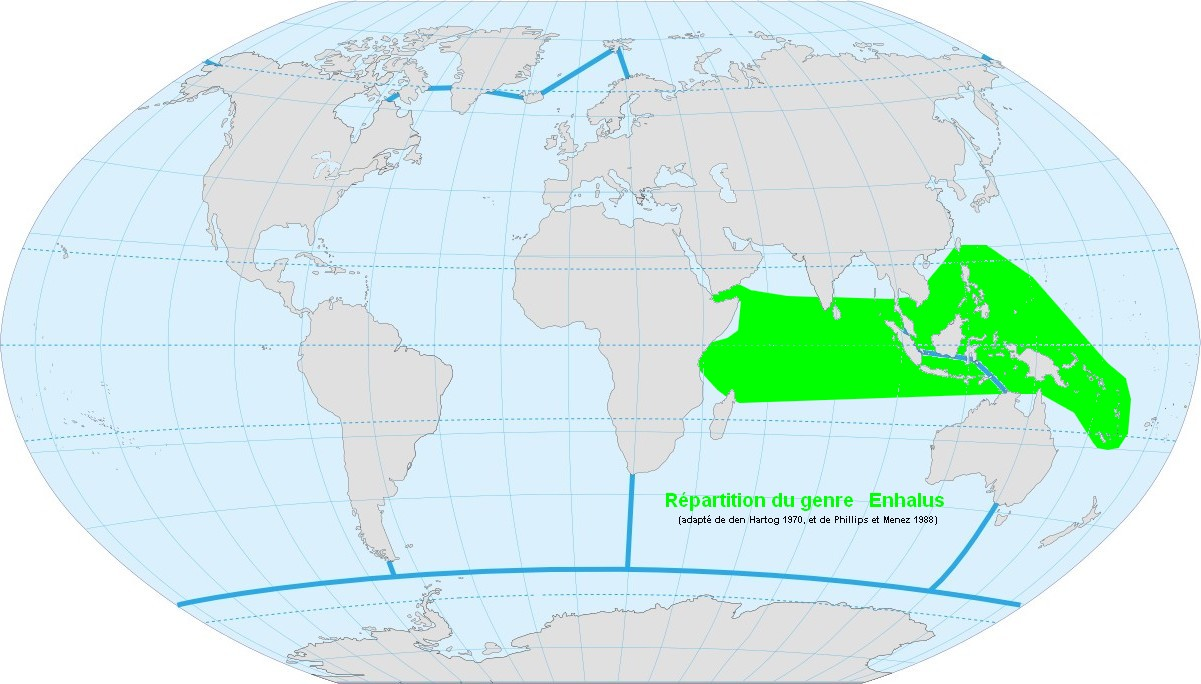
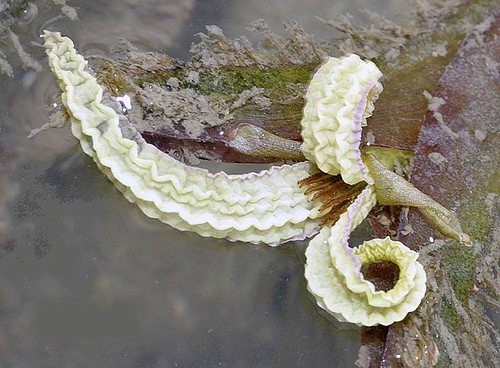